# Réservoir Billings
Pour les articles homonymes, voir Billings.

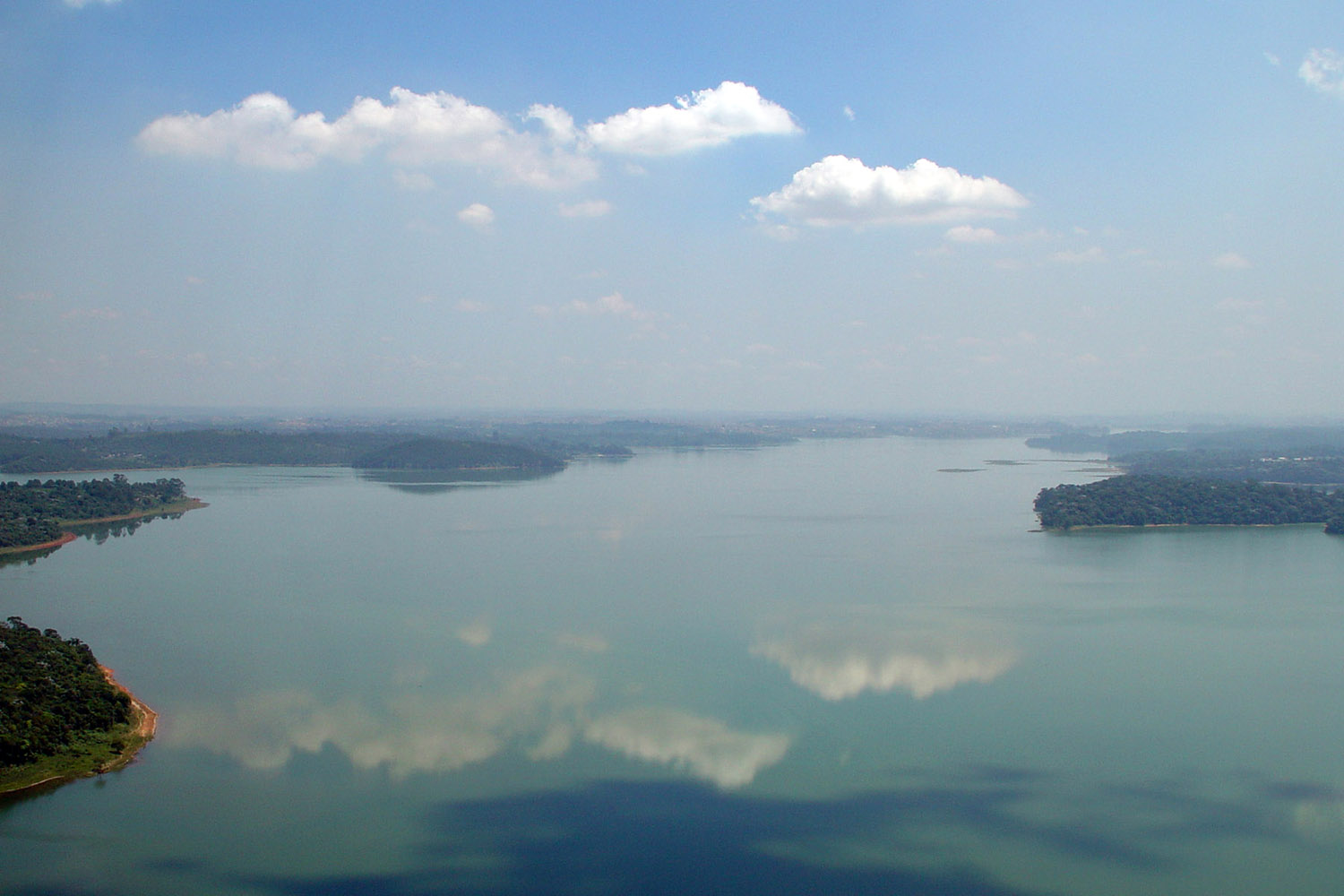
Réservoir Billings.

Le réservoir Billings (en portugais Represa Billings) est un lac artificiel brésilien situé au sud de l'agglomération de São Paulo. C'est l'un des plus grands réservoirs d'eau de l'État de São Paulo, avec un volume total de près d'un milliard de mètres cubes.

## Localisation
Le réservoir Billings s'étend sur 107 km2 au sud et au sud-est de l'agglomération de São Paulo, à cheval sur les municipalités de Santo André,  São Bernardo do Campo, Diadema, Ribeirão Pires et São Paulo. Il se présente comme un grand lac aux multiples branches, à une altitude de 780 mètres, au pied de la Serra do Mar et à l'est du réservoir Guarapiranga. Il draine un bassin de 1 560 km2. Ses principaux affluents sont le Rio Grande, le Ribeirão Pires, le rio Pequeno, le rio Pedra Branca, le rio Taquacetuba, le Ribeirão Cocaia, le Ribeirão Bororé et le Ribeirão Guacuri.
Le réservoir est traversé par la rodovia dos Imigrantes et la rodovia Anchieta, qui relient São Paulo au littoral.

## Histoire
Imaginé en 1923 par l'ingénieur américain Asa White Kenney Billings, employé de l'entreprise São Paulo Tramway, Light and Power, le réservoir a d'abord eu comme fonction d'alimenter l'usine hydroélectrique de Cubatão à partir des eaux du Rio Grande (ou Jurubatuba). Les travaux de commencèrent en 1925 avec la construction d'une première digue.
Le réservoir a été agrandi et rebaptisé Billings en 1949. La prise d'eau potable par la Sabesp a commencé en 1958.
Au début des années 1980, un barrage a été construit pour séparer le corps principal du réservoir du bras di Rio Grande.

## Écologie
Les eaux du réservoir Billings sont polluées par le rejet d'égouts domestiques et industriels. Seuls les bras Taquecetuba et Riacho Grande sont utilisés comme sources d'eau potable. 
La pêche est très pratiquée: tilapias, carpes, hoplias, astyanax, etc.

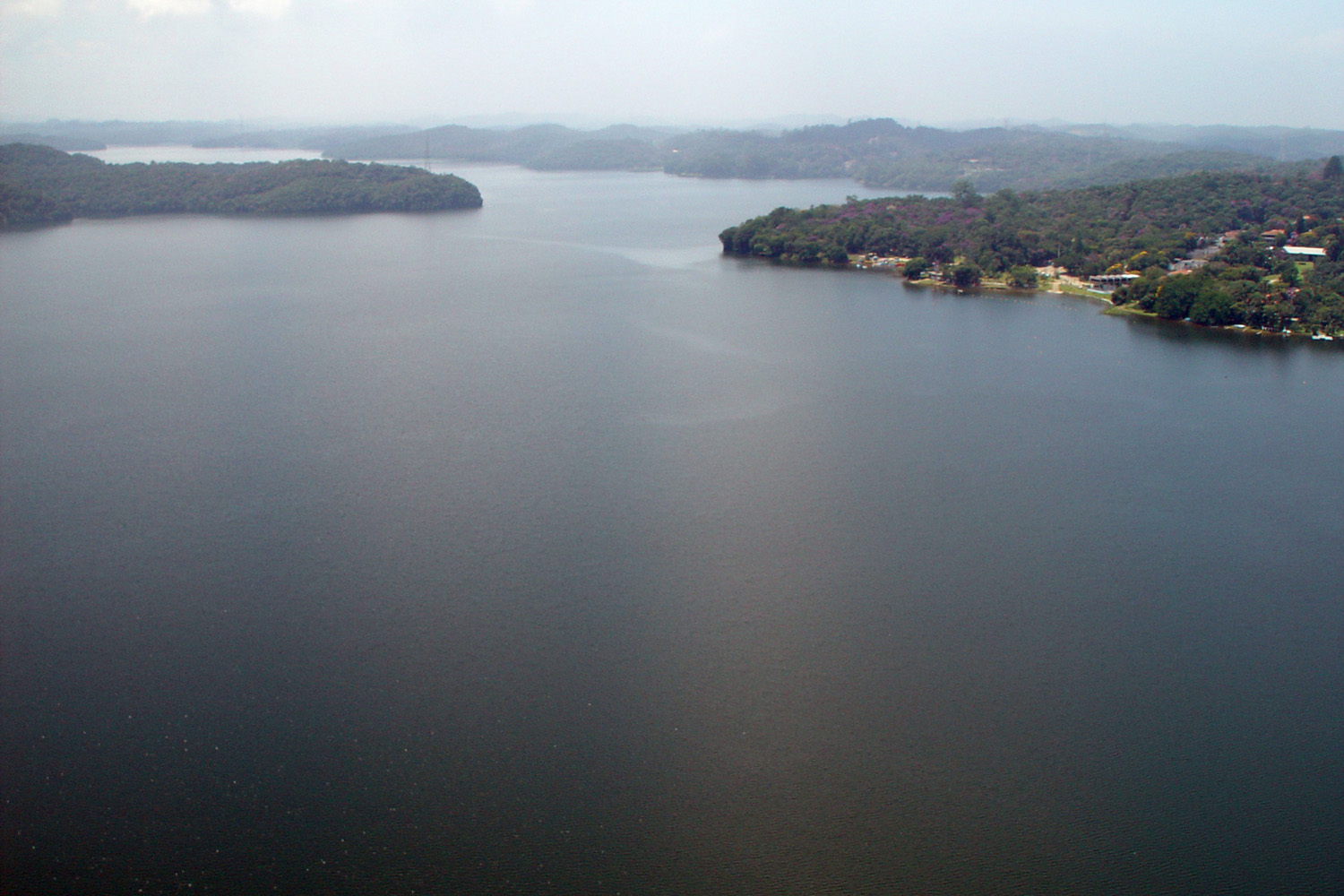
Le réservoir.
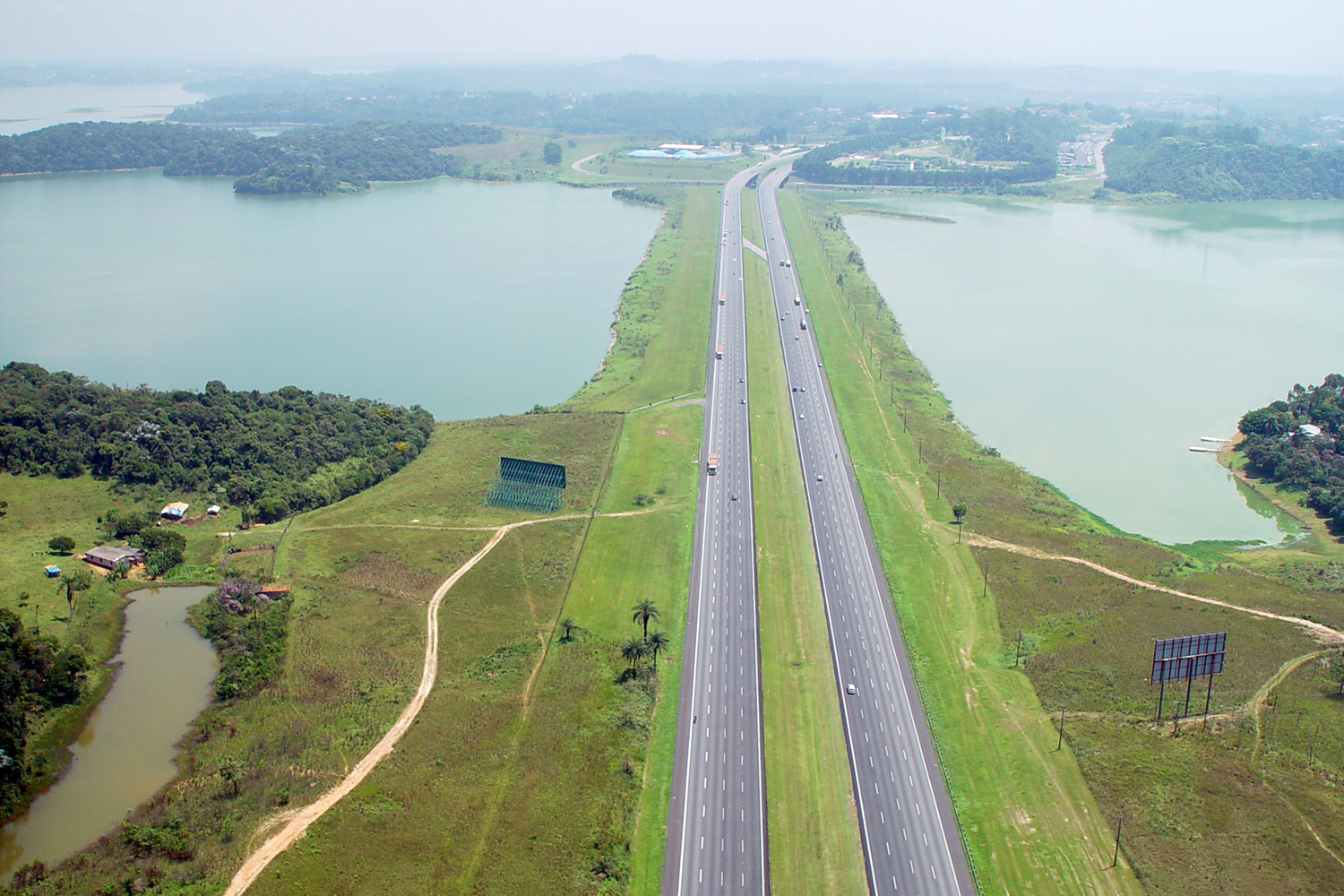
La rodovia dos Imigrantes traversant le réservoir.